# フランソワ＝オーギュスト・ジュヴァール
フランソワ＝オーギュスト・ジュヴァール（François-Auguste Gevaert）またはフランス・アウフスト・ヘヴァールト（Frans August Gevaert, 1828年7月31日 - 1908年12月24日）は、ベルギーの作曲家。

## 生涯
アウデナールデ近郊のハイセ（Huise）で生まれた。父はパン職人で、息子を同じ道に進ませたいと考えていた。しかし、よりよい助言があったおかげでジュヴァールは音楽を学ぶことを許された。彼は1841年にゲント王立音楽院へと送られ、エドゥアール・ド・ソメール（Édouard de Sommere）やマルタン＝ジョゼフ・マンガル（Martin-Joseph Mengal）の下で研鑽を積んだ。その後、彼はその地にあったイエズス会の教会のオルガニストに任用された。
ジュヴァールの作品は間もなく注目を集めるようになり、1847年にベルギーのローマ大賞を獲得した彼は2年間遊学することができるようになった。この旅は彼の最初のオペラや他の作品の上演のために延期されたが、1849年になって出発した彼はまずパリに短期滞在し、その後スペイン、イタリアを回った。
1867年、パリへ戻ったジュヴァールは著名なオペラ作曲家のジャック・アレヴィの跡を継ぐ形でアカデミー座の「歌唱監督 Chef de Chant」に就任した。4年後、彼はブリュッセル王立音楽院の院長となり、この役職で彼自身最大の名声を獲得した。
ジュヴァールの音楽作品は彼の生前にはベルギー国内で大きな成功を収めたが、近年Fuga LiberaレーベルからCD録音が発売された小規模な合唱作品数点を除き、他は顧みられていない。今日では彼は故郷のベルギーにおいても作曲家としてではなく教育者、歴史家として主に記憶されている。彼が手がけた多くの翻訳作品には今日でも使用されることのある『Treatise on Instrumentation』、和声学の本、オルガニストのための『Vade Mecum』などがある。ジュヴァールの著名な門人にはアルフレッド・ヴォトケンヌらがいる。そのジュヴァールは1908年にブリュッセルで生涯を閉じた。

## 主要作品
- テ・デウム （1843年）
- 序曲『Flandre au lion』 （1848年）
- Fantasia sobre motivos españoles (1850)
- レクイエム （1853年）
- クラリネット、ホルン、ファゴットとピアノのための四重奏曲

### カンタータ
- België （1847年）
- Le roi Léar （1847年）
- Évocation patriotique （1856年）
- De nationale verjaerdag （1857年）
- Le retour de l'armée （1859年）
- Jacob van Artevelde （1864年）